# Горюхина, Эльвира Николаевна
Эльвира Николаевна Горюхина (8 апреля 1932 – 11 января 2018, Новосибирск) – российский педагог, журналист, правозащитник.

## Биография
Закончила Новосибирский педагогический институт и аспирантуру Новосибирского педагогического университета. Начинала школьной учительницей, продолжала преподавать в общеобразовательной школе до конца жизни. Кандидат филологических наук, доктор педагогических наук, профессор Новосибирского педагогического университета. Член Ассоциации кинообразования и медиапедагогики России. Специальный корреспондент «Новой Газеты» в Новосибирске, с 1992 постоянно работала в «горячих точках» России.
Умерла 11 января 2018 года. Похоронена на Заельцовском кладбище Новосибирска (квартал 14н).

## Книги
- Эстетическое воспитание школьников. Новосибирск, 1957
- Мой 9 «В». М., 1972
- Он и я. М., 1977
- Киноклуб как форма научно-исследовательской работы студентов. Новосибирск, 1980
- В эти юные годы. М., 1986
- Путешествие учительницы на Кавказ. М., 2000
- Не разделяй нас, Господи, не разделяй!... М., 2004

## Признание
Премия журнала «Дружба народов», премия имени Андрея Сахарова «За журналистику как поступок» (2001), премия Золотое перо России (2008).
Премия «За подвижничество» (2001), знак общественного признания «Символ свободы» в номинации «Журналист» (2003).